# Eupithecia abdera
Eupithecia abdera är en fjärilsart som beskrevs av Claude Herbulot 1987. Eupithecia abdera ingår i släktet Eupithecia och familjen mätare. Inga underarter finns listade i Catalogue of Life.